# Андреевка (Ковылкинский район)
Андреевка — деревня Ковылкинского района Республики Мордовия в составе Примокшанского сельского поселения.

## География
Находится на расстоянии примерно 6 километров по прямой на восток-северо-восток от районного центра города Ковылкино.

## История
В «Списке населённых мест Пензенской губернии за 1869» Андреевка владельческая деревня из 24 дворов Наровчатского уезда. Названа по имени владельца деревни — Андрея Николаевича Арапова.

## Население
| 2002 | 2010 |
| ---- | ---- |
| 47   | ↘38  |

Постоянное население составляло 47 человек (русские 98 %) в 2002 году, 38 в 2010 году.